# Desaparición de Owen Harding
Owen Harding (nacido el 13 de mayo de 2003) es un joven británico que desapareció de su hogar, ubicado en Saltdean (Sussex Oriental), el 26 de marzo de 2020, a los 16 años de edad. Fue un caso complejo en los primeros compases, dado que tuvo lugar en el punto álgido de la primera ola de la pandemia de coronavirus en el Reino Unido. El 18 de marzo, el país anunciaba el cierre de todas las escuelas, y el día 23 se produjo el confinamiento de la población. Tres días después, Harding desaparecía.

## Antecedentes
Según la descripción de la época, Harding medía aproximadamente 1,80 m. y tenía el pelo castaño oscuro y corto. Normalmente vestía pantalones de chándal, sudaderas con capucha de color oscuro y zapatillas deportivas blancas.
Según su madre, Stella, Harding era un miembro apreciado de la comunidad local. Desde sus profesores y amigos del colegio hasta la gente con la que jugaba al fútbol, Harding era respetado por quienes le conocían.

## Desaparición
Harding y su madre tuvieron una discusión poco antes de su desaparición, que se produjo sobre las 18 horas del 26 de marzo de 2020. Harding estaba luchando con la perspectiva de no poder ver a su novia, que vivía a 450 km de distancia en Pocklington (Yorkshire del Este), debido a que el país fue bloqueado y confinado por la pandemia de coronavirus.
Según su madre, Stella, tras la discusión, Harding abandonó el domicilio familiar esa noche y se dirigió a Telscombe, donde pretendía contemplar la puesta de sol. Sin embargo, nunca regresó a casa y nadie que le conociera ha recibido ningún tipo de contacto suyo desde entonces. Se cree que Harding podría haber intentado ir andando desde Saltdean, su pueblo natal, hasta la casa de su novia en Pocklington, lo que supondría una distancia considerable a pie.

## Investigación
Dos testigos informaron a la policía de Sussex de que habían visto a un chico que coincidía con la descripción de Harding entre las 18:15 y las 18:30 horas, caminando junto a la carretera A259. Una imagen tomada por las cámaras del circuito cerrado de televisión situaba a Harding en Bannings Vale aproximadamente a las 18:50. Se llevaron a cabo búsquedas en los acantilados de Saltdean y Telscombe. Las imágenes de las cámaras de seguridad de la policía de East Sussex mostraron a dos personas a las que los agentes instaron a presentarse ya que creían que era posible que hubieran presenciado algo ese día que pudiera ayudarles en sus investigaciones.
Las imágenes de las cámaras de seguridad revelaron que Harding caminaba directamente hacia un sendero que bordeaba los acantilados. Su novia reveló que habló con Harding por teléfono en el momento en que se dirigía hacia los acantilados. Harding no pudo ser localizado en su teléfono desde alrededor de las 18:23. La madre de Harding no ha descartado la posibilidad de un trágico accidente. Simon Boxall, oceanógrafo, ha estimado que, debido a las condiciones meteorológicas de aquel día y al hecho de que la marea estaba baja, era probable que un cuerpo hubiera sido arrastrado mar adentro.
Alasdair Henry, el inspector jefe de detectives que investigaba la desaparición de Harding, dio a conocer información relativa al teléfono móvil de Harding y a la posibilidad de que se encontrara en Bromley o en la zona de West Wickham, en Londres.